# Xã Springfield, Quận Henry, Missouri
Xã Springfield (tiếng Anh: Springfield Township) là một xã thuộc quận Henry, tiểu bang Missouri, Hoa Kỳ. Năm 2010, dân số của xã này là 297 người.